# Adrium catoxanthum
Adrium catoxanthum là một loài bọ cánh cứng trong họ Cerambycidae.